# Biscottes Roger
Pour les articles homonymes, voir Roger.
 (janvier 2013).
Si vous disposez d'ouvrages ou d'articles de référence ou si vous connaissez des sites web de qualité traitant du thème abordé ici, merci de compléter l'article en donnant les références utiles à sa vérifiabilité et en les liant à la section « Notes et références ».
Les Biscottes Roger sont une entreprise qui fabrique dans son usine d’Aix-en-Provence des biscottes, mini-toasts et tartines avec des recettes qui n’ont pas changé depuis sa création.
De l'usine de 7 200 m2 des Biscottes Roger, installée dans la zone d'activité d'Aix Les Milles, sortent chaque année plus de cinq millions de produits.
Aujourd’hui, Roger propose des produits sans huile de palme et couvre 50 % du territoire avec un chiffre d'affaires de 6,8 millions d’euros en 2011 et 60 employés.

## Historique
- 1945 : création de la société par Roger Sarret
- De 1945 à 1975 : la fabrication se fait à Aix-en-Provence
- 1970 : achat d’un terrain à Aix-Les-Milles
- Entre 1970 et 1973 : la production se fait sur les deux sites
- 1975 : arrêt définitif à Aix-en-Provence
- 1980 : Robert Sarret et Pierre Sarret, les deux fils de Roger Sarret, dirigent l’entreprise
- 2008 : Éric Sarret, le petit-fils de Roger Sarret, dirige l’entreprise

## Spécialités traditionnelles
- Longuets, gressins, tartines aixoises, petits grillés aixois.